# Призрачный гонщик
При́зрачный го́нщик (англ. Ghost Rider) — имя, под которым известны несколько сверхъестественных антигероев, появляющихся в комиксах издательства Marvel Comics. Первоначально имя «Призрачный гонщик» принадлежало герою вестерн-комиксов компании Marvel, однако позже его изменили на Ночной Всадник, а затем на Призрачный всадник.
Первым сверхъестественным Призрачным Гонщиком стал мотоциклист-каскадёр Джонни Блэйз, заключивший сделку с демоном Мефисто ради спасения жизни своего отца. Вторым стал Дэнни Кетч. Затем силы Призрачного Гонщика перешли к 18-летней никарагуанской девушке Алехандре Джонс. Четвёртым стал Робби Рейес.

## Биографии персонажей

### Картер Слэйд
Неизвестно, каким по счёту Призрачным Гонщиком (или, конкретнее, Призрачным Всадником) был техасский рейнджер по имени Картер Слэйд, но он исполнял обязанности Призрачного Гонщика ещё до того, как Мефисто заключил сделку с Джонни Блэйзом. Как говорил сам Слэйд, он подался на службу к Мефисто из благородных побуждений, чтобы отправлять в ад души грешников, задержавшихся на Земле. Однако, после миссии в Сан-Венганзе Слэйд предал своего нанимателя и скрылся вместе с договором на 1000 проклятых душ (мощь договора оказалась слишком велика). Чтобы вернуть договор, Мефисто пошёл на сделку с Джонни Блэйзом.

### Джонни Блэйз
Второй Призрачный гонщик был мотоциклистом-каскадёром по имени Джонни Блэйз, который ради спасения жизни своего отца продал свою душу демону Мефисто. Вместо этого его душа была связана с существом по имени Заратос. При использовании сил Заратоса Джонни превращался в пылающий скелет, и в его распоряжение переходил адский мотоцикл и способность испускать из любой части тела адское пламя.

### Дэниел Кетч
В следующей серии Призрачного гонщика (1990—1998) место Блэйза занял Дэниел Кетч. После того, как на его сестру напали бандиты, Кетч обрёл мистический контакт со своим мотоциклом, в котором был заключён «Дух мщения». Этот дух когда-то был пуританином по имени Благочестивый Кейн, являвшимся предком и Блэйза, и Кетча. Джонни Блэйз также был героем этого комикса, но второстепенным, и позже оказался братом Кетча.

### Робби Рейес
Работавший в автомастерской, подросток из Лос-Анджелеса получает силы Духа мщения Эли, что даёт ему способности Призрачного гонщика. Во время одной из уличных гонок, военные загоняют его в тупик и убивают — именно в этот момент появился Эли. В частности, он превращает свой Додж Чарджер в пылающую машину.

## Силы и способности
- Демоническая трансформация: В любой момент Призрачный Гонщик может превратиться в могущественного демона. В это время всё, кроме скелета, исчезает, а сам скелет будет объят адским пламенем. Изначально Блэйз и Кетч не могли управлять своими трансформациями, но со временем они всё же смогли приручить силу Духов Возмездия. Теперь братья принимают форму Призрачного Гонщика либо по собственному желанию, либо если где-то неподалёку была пролита кровь невиновного человека, но иногда трансформация всё-таки происходит сама собой, например, в состоянии гнева. Находясь в форме Духов Возмездия, люди получают множество сверхчеловеческих способностей.
- Сверхчеловеческая сила: Сила Духа Возмездия позволяет его хозяину поднять вес свыше 25 тонн.
- Сверхчеловеческая выносливость: Мистическая энергия, переполняющая тело и дух Призрачного Гонщика даёт безграничную выносливость в демонической форме, хозяин Духа Возмездия обладает безграничной выносливостью, может никогда не есть, не пить, и не спать.
- Сверхчеловеческая устойчивость: Призрачный Гонщик неуязвим к любому физическому урону. Он не ощущает боли и способен выжить при падении с огромной высоты. Дух возмездия комфортно чувствует себя при экстремальных температурах, в местах с высоким и низким давлением, под водой и в открытом космосе (ему не нужен кислород в форме Призрачного Гонщика). Огонь, электричество, всевозможные яды абсолютно ему не причиняют вреда. Поскольку тело Призрачного гонщика состоит только из скелета, то и пули не причиняют ему вреда, а благодаря адскому пламени большинство пуль расплавляются, даже не долетев до него. Если же пули и достигают его тела, они просто расплющиваются об него, не нанося абсолютно никакого вреда. Призрачный Гонщик уязвим лишь к магии огромной мощи и к божественным артефактам (если Гонщик получил силы от Мефисто, Гонщики, получившие силы от Бога, абсолютно бессмертны. А если какой-нибудь Гонщик заключит сделку с другим после Мефисто, его силы увеличатся).
- Регенерация: Несмотря на прочность скелета, при долгом расстреливании из крупнокалиберного оружия, от него начнут отлетать конечности. Но мистическая энергия, наполняющая тело Призрачного Гонщика, позволяет ему мгновенно исцелить любые раны. Он также способен восстанавливать потерянные конечности. И также умеет восстанавливаться из ничего.
- Адский огонь: Призрачный гонщик способен вызвать адский огонь из самой Преисподней. Он может испускать пламя любой частью тела, будь то глаза, рот, руки, ноги и так далее. Дух Возмездия также способен заряжать огнём любое оружие, давая ему неиссякаемый боезапас и увеличивая его мощность до грандиозных показателей. Концентрируя пламя всем своим телом, Призрачный гонщик может вызвать огненную бурю, способную уничтожить всё на своём пути. А Фрэнк Касл из альтернативной вселенной мог использовать адский огонь в полную силу когда дрался, что может равняться взрыву атомной бомбы испепеляя всё на планете что попадётся ему на пути. Сила адского огня настолько велика, что даже Халк не смог перед ним устоять.
- Исцеление: Благодаря голубому Пламени Арнора (огонь, который Заратос использовал будучи ангелом), можно вылечить пострадавшего человека. Также он умеет воскрешать мёртвых.
- Ощущение присутствия зла: Призрачный Гонщик способен ощущать зло на расстоянии. Эта же способность помогает ему почувствовать, что была пролита кровь невиновного человека, но не позволяет узнать, кому принадлежит пролитая кровь и жив ли обладатель.
- Огненный двойник: Во время сражения с Призрачными гонщиками, Блэйз создал несколько собственных двойников, полностью состоящих из огня. Сила клонов полностью равна силе своего хозяина. У клонов даже присутствует собственное сознание. Единственное ограничение — они не способны даже подумать о нападении на хозяина.
- Карающий Взор: Ультимативное оружие Призрачного гонщика. Если Дух Возмездия находится вблизи противника, он может использовать Карающий Взор: посмотрев в глаза Призрачному гонщику, злодей испытывает ужасающую боль, равную той, которую он причинил за всю свою жизнь другим людям. Но эта сила имеет много ограничений:
  - Взор действует только на тех существ, у которых есть душа.
  - Способность действует только на людей и существ, имеющих два глаза. То есть полное отсутствие глаз, либо наличие только одного глаза или же, наоборот, нескольких, защищает от Карающего Взора.
  - Сила действует, только если взор направлен прямо в глаза жертвы, тем самым, например, носители симбиотов — как Веном и Карнаж защищены, так как симбиот заменяет им глаза.
  - Взор не действует, если тот на ком он применялся не раскаивается, как например Танос (Marvel Comics), если это киборг(он не действует или жертва воспламеняется мгновенно при сжигание разума).
  - Карающий Взор можно использовать даже в космическом пространстве, например, против Галактуса но не способен его убить.
- Телепортация (по комиксам): в любую точку пространства-времени.
- Трансформация транспорта: Призрачный Гонщик способен сделать любой транспорт огненным, например паровоз, машину, поезд или самолёт.
- Предвидение: Также Призрачный Гонщик способен, «виртуально» находясь в аду, видеть своё будущее (но только на 3 дня вперёд) и будущее других людей, да и вообще всей Земли (на 3000 лет вперёд).
- Левитация: Призрачный Гонщик способен держаться в воздухе на высоте до 5 метров. Более того, даже его походка на грани левитации — он не оставляет следов.

## Оборудование

### Медальон власти
С помощью половин Медальона Власти Блэйз и Кетч могут вызывать духов — Заратоса и Благочестивого Кейна, соответственно, которые являются источниками их силы. Без половинок медальона невозможно трансформироваться в Призрачного гонщика и использовать его способности.

### Мотоцикл
Основное транспортное средство Призрачного гонщика. Под действием силы гонщика приобретает множество сверхъестественных свойств:
- огненная форма — мотоцикл становится объятым пламенем мистической природы
- телепатический контроль — Призрачный гонщик может управлять мотоциклом ментальными командами
- огромная скорость — гонщик может ехать со скоростью до 500 миль в час
- высокая прочность — мотоцикл очень сложно повредить. Призрачный гонщик на нём может пробивать стены
- восстанавливаемость — гонщик может восстановить мотоцикл после любых повреждений, используя мистический огонь
- вездеходность — мотоцикл может ехать по любой поверхности, например, по воде, воздуху. И даже по вертикальным поверхностям.

### Цепь
Цепь, используемая Призрачным гонщиком в качестве оружия, обладает многими мистическими возможностями:
- подчиняется телепатическим командам гонщика
- может изменять свою длину
- имеет огромную прочность
- может укрепляться, становясь чем-то вроде посоха или копья
- если цепь раскрутить, то она может служить циркулярной пилой или вентилятором, которым можно поймать ветер
- цепь может разделяться на множество острых дисков, вроде метательных звёзд ниндзя
- при желании гонщика может быть объята огнём.
- так же, раскрутив цепь, гонщик может создать огненный смерч.
- раскрутив цепь гонщик может создать портал в любое место или измерение по желанию.

### Ружьё
Ружьё, полученное от предыдущего владельца духа Заратоса (Картер Слэйд / Призрачный Всадник)
- неограниченный боезапас
- стреляет сгустком энергии адского пламени
- расщепляет душу
- может накапливать энергию перед выстрелом

## Другие версии

Призрачный гонщик 2099

### Ultimate
В Ultimate-версии присутствуют два Гонщика одновременно. Первым является Джонни Блэйз, которого ритуально убила банда байкеров, в которой был человек по имени Роберт Блэкторн. В Аду Сатана предложил Джонни Блэйзу шанс отомстить, и Блэйз продал свою душу, в обмен на то, что Роксана останется жива, и что жизнь её будет вне опасности. Почти двадцать лет спустя Блэйз вернулся и унёс с собой жизни байкеров, тех, кто убил его многие годы назад. Теперь уже сам Джонни пришёл за ними и отправил их души гореть в Аду. Как только Блэкторн узнал об этом, он, опасаясь за свою жизнь, приказал Нику Фьюри убить Призрачного Гонщика. Фьюри собрал команду оперативников, в число которых вошли также Каратель и первый Халк, но эта операция потребовала нечто большего, чем виртуозного владения оружием и грубой силы, ибо ни то, ни другое не могло остановить Призрачного Гонщика.
Поскольку байкеры, все те, кто присутствовал той роковой ночью, уже были убиты, Блэкторн небезосновательно начал опасаться за свою жизнь и потому он заключил с Дьяволом ещё одну сделку: Блэкторн стал вторым Призрачным Гонщиком, но и это не остановило Джонни Блэйза. Два Призрачных Гонщика сражались не на жизнь, а на смерть до тех пор, пока они не приняли свои человеческие формы, и вот тогда Блэкторн смог одержать победу. Он избил Джонни до полусмерти и собирался уже прикончить его во второй раз, но тут появился Каратель и убил Блэкторна. Каратель сказал Джонни, что он должен был убить Гонщика, а поскольку Джонни также является им, то Каратель должен убить и его. Но Блэйз убедил его не убивать того, кто просто мстил за смерть двоих ни в чём не повинных людей. Каратель согласился с правотой Джонни и не стал его убивать. Он вообще не стал заострять внимание на том, сколько Гонщиков было на самом деле.
Сатана остался верен своему слову, и Роксана продолжает жить спокойной размеренной жизнью вместе с мужем и детьми. И до тех пор, пока Джонни Блэйз продолжает исправно поставлять ему души, Сатана не видит никакой причины для отмены сделки.

### Marvel 2099
Призрачного Гонщика 2099 зовут Кенсиро «Зеро» Кокрейн. Он был хакером в Трансверс-Сити, который совершил ошибку, похищая информацию у компании под названием Де-Моникс. Ошибку, за которую ему пришлось заплатить жизнью, когда Де-Моникс выследила его и убила отравленным дротиком. Понимая, что шансов выжить у него нет, Кенширо загрузил своё сознание в киберпространство, чтобы помешать своим убийцам восстановить информацию.
Хотя тело и умерло, однако разум Зеро выжил, сохранённый в цифровой форме группой искусственных интеллектов, которые проживали в закрытом секторе киберпространства, известных как Гоустворкс (Ghostworks). Они предложили ему своего рода второй шанс, чтобы он стал их «олицетворением» в реальном мире, особенно из-за его бунтарского характера и полного игнорирования власти. Зеро принял предложение.
Его разум и личность были загружены в автоматизированное робототело Кибертек 101, которое он использует теперь для отмщения за свою смерть и борьбы со злыми схемами Де-Моник корпорации, называя себя «Призрачный Гонщик» по аналогии, основанной на общих чертах между своим новым телом и способностями антигерою из прошлого века. Хотя личностью этого нового «Призрачного Гонщика» была, по сути, личность Кенсиро, Гоустворксы поддерживали определённую степень влияния и контроля над ней, заходя иногда настолько далеко, что даже контролировали появление тех его мыслей, которые позволили бы ему стать более свободным от них.

### Дух мщения
Версия Призрачного гонщика, известного, как Дух мщения, появилась в «Стражах Галактики», альтернативном будущем вселенной Marvel. Он имел способность путешествовать в космосе и стрелять огненными шипами из предплечий. Его настоящим именем было Автоликус, он был родом с планеты Сарка.

## Вне комиксов

Постер к фильму «Призрачный гонщик», представленный в 2005 году.

### Кино
16 февраля 2007 года состоялась мировая премьера фильма «Призрачный гонщик» с Николасом Кейджем в роли Джонни Блэйза, Евой Мендес, Уэсом Бентли в роли Блэкхарта и Питером Фондой в роли Мефистофеля. Бюджет фильма составил 130 млн долларов. В 2012 году вышел сиквел «Призрачный гонщик 2», который имел ещё более негативные отзывы, чем его предшественник.
Роль Дэнни Кетча исполнил Фергус Риордан в фильме Призрачный гонщик 2.

Гэбриэл Луна в роли Робби Рейеса / Призрачного гонщика в сериале «Агенты Щ. И.Т.»

- В мае 2013 года права на экранизацию «Призрачного Гонщика» вернулись хотя было подтверждено, что нет непосредственных планов, чтобы произвести ещё один фильм с участием героя в ближайшем будущем[1].
- Первые отсылки на мифологию Призрачного гонщика были сделаны в 3-м сезоне сериала «Агенты Щ.И.Т.», где дебютировал Джеймс Слейд / Адское пламя в исполнении Акселя Уайтхеда. В комиксах Слейд — внук Картера Слейда, героя, который впервые использовал силы Гонщика. Уайтхед повторил свою роль в четвёртом сезоне сериала[2][3].
- В июле 2016 года стало известно, что Призрачный Гонщик появится в КВМ и дебютирует в четвёртом сезоне сериала «Агенты Щ.И.Т.»[4]. В сериале альтер эго Призрачного Гонщика является механик Робби Рейес. В 7-й серии носителем сил Гонщика временно становится агент Альфонсо МакКензи, но после Гонщик опять возвращается к Рейесу. В 22-й серии Колсон ненадолго становится гонщиком и уничтожает Офелию.
- В октябре 2016 года Луна рассказывал, что есть потенциальные планы о сольном телесериале после введения персонажа в «Агенты Щ.И.Т.»[5].
- Блэйз впервые появился в КВМ в шестой серии 4 сезона и был показан как источник появления способностей у Рейеса[6].

### Анимационные сериалы
- Призрачный гонщик появился в эпизоде «Когда Галактус зовёт» мультсериала «Фантастическая Четвёрка» (1994), где использовал «Наказующий взор» для победы над Галактусом. Его озвучивал Ричард Гриеко.
- Призрачный гонщик, вновь озвученный Ричардом Гриеко, также появился в эпизоде «Невинная кровь» мультсериала «Невероятный Халк» (1996), где сначала охотился на Халка, а затем спас его от смерти.
- Образ Призрачного гонщика на несколько мгновений всплывает в мыслях Гамбита в мультсериале 1990-х «Люди Икс».
- Призрачный гонщик появляется в мультсериале Халк и агенты У.Д.А.Р.[7]
- Призрачный Всадник (Бен Паркер) появился в 4-м сезоне мультсериала Совершенный Человек-паук. Несмотря на классический образ, этот всадник не обладал никакими сверхъестественными силами.

### Компьютерные игры
- Выступает как один из второстепенных героев в сайд-скроллинговой игре 1995 года Spider-Man & Venom: Separation Anxiety.
- Эпизодически появляется в игре Spider-Man, где он едет по стене здания в уровне Race to the Bugle.
- Игровой персонаж (открываемый в процессе прохождения) в видеоигре Marvel: Ultimate Alliance. Классический Джонни Блэйз (англ. Classic), Мститель (англ. Vengeance) и Призрачный Всадник (англ. Phantom Rider) так же присутствуют в качестве альтернативных костюмов для героя.
- Игра Ghost Rider.
- Джонни Блэйз появлялся в качестве дополнительного персонажа в игре Ultimate Marvel vs Capcom 3 Fate of Two Worlds и в качестве сюжетного в Marvel vs. Capcom: Infinite.
- Присутствует как один из персонажей в игре Marvel: Super Hero Squad Online.
- Является игровым персонажем в игре Marvel Heroes.
- Является игровым персонажем в игре LEGO Marvel Super Heroes.
- Является игровым персонажем в игре Marvel: Future Fight.
- Является игровым персонажем в игре Marvel Contest Of Champions.
- Робби Рейес является игровым персонажем в Marvel's Midnight Suns. Джонни Блейз также появляется в игре в качестве неигрового персонажа.
- В игре Fortnite есть возможность купить косметическую экипировку (скин) Призрачного гонщика.[8]

### Серии комиксов
- Marvel Spotlight[англ.] #5-12 (август 1972 — август 1973)
- Daredevil #138 (1973)
- Ghost Rider v1 #1-81 (июнь 1973 — октябрь 1983)
- Champions #1-4, #7-17 (октябрь 1975)
Призрачный гонщик был одним из главных героев этого комикса.
- Ghost Rider v2 #1-93 (май 1990 — февраль 1998)
- Ghost Rider/Blaze: Spirits of Vengeance #1-23 (август 1992 — июнь 1994)
- Ghost Rider Annual #1-2 (1993—1994)
- Blaze: Legacy of Blood #1-4 (декабрь 1993 — март 1994)
- Blaze #1-12 (август 1994 — июль 1995)
- Ghost Rider 2099 #1-25 (май 1994 — май 1996)
- Ghost Rider v3 #1-6, подназвание: «The Hammer Lane» (август 2001 — январь 2002)
- Ghost Rider v4 #1-6, подназвание: «The Road to Damnation» (ноябрь 2005 — апрель 2006)
- Ghost Rider v5 #1- (с сентября 2006)
- Ghost Rider: «Trail of Tears» (приквел к «Road to Damnation», 2008-???)
- Ghost Rider v.7 #0.1-9 (2011—2012)

### Одиночные комиксы
- Doctor Strange & Ghost Rider Special #1 (апрель 1991)
- Ghost Rider/Wolverine/Punisher: Hearts of Darkness (декабрь 1991)
- Призрачный гонщик/Капитан Америка: Страх (октябрь 1992)
- Ghost Rider/Wolverine/Punisher: Dark Design (декабрь 1994; продолжение Hearts of Darkness)
- Ghost Rider: Crossroads (ноябрь 1995)

## Критика и отзывы
Призрачный гонщик занял 90 место в списке 100 величайших героев комиксов